# Orchamoplatus calophylli
Orchamoplatus calophylli es un hemíptero de la familia Aleyrodidae, con una subfamilia: Aleyrodinae.
Fue descrita científicamente por primera vez por Russell en 1958.